# Savigny-sous-Faye
Savigny-sous-Faye è un comune francese di 343 abitanti situato nel dipartimento della Vienne nella regione della Nuova Aquitania.

## Società

### Evoluzione demografica
Abitanti censiti